# TSR Olympia Wilhelmshaven
Maillots
Le TSR Olympia 09 Wilhelmshaven est un club allemand de omnisports localisé à Wilhelmshaven en Basse-Saxe.
Après une première fusion, annulée au bout de huit ans (1992-2000), par les autorités fédérales, la section football du TSR Olympia s’unit en 2009 avec celle du WSSW Wilhelmshaven pour former le FC Olympia 09 qui sera dissout quelques années plus tard.
Le club tire son nom de la marque de matériel de bureau "Olympia" qui, après la Seconde Guerre mondiale ouvrit une usine dans la localité.
Par ailleurs, le TSR Olympia Wilhelmshaven, club omnisports, dispose aussi d’une section d’Athlétisme réputée, mais aussi de départements de Football américain (Jade Bay Buccaneers), Tennis de table et de Triathlon.

## Histoire
En 1945, le club fut dissous par les Alliés, comme tous les clubs et associations allemands (voir Directive n°23).
En 1947 fut créé un club omnisports du nom de TSR Olympia Wilhelmshaven.
En 1947-1948, La Landesliga Niedersachsen représentaitr la plus haute ligue locale. Elle comprenait cinq groupes: Braunschweig, Bremen, Hannover, Hildesheim, et Osnabrück. La saison suivante, le groupe Osnabrück fut renommé Weser-Ems. La section football du TSR Olympia Wilhelmshaven accéda à ce groupe et y termina à la 2e place derrière le VfB Oldenburg.
À partir de 1949, la plus haute ligue régionale prit le nom de Amateuroberliga Niedersachsen (partagée en deux groupes Est et Ouest). Elle était directement inférieure à l’Oberliga Nord, une des cinq ligues de niveau 1 créées en 1947 par la DFB.
Le TSR Olympia fut versé dans l’Amateuroberliga Niedersachsen, Groupe West. Il y joua les premiers rôles et en conquit le titre en 1956. Il ne parvint toutefois pas à gagner sa promotion lors du tour final. Restant dans cette ligue, le club remporta un nouveau titre en 1964. Le tour final ne fut toujours pas couronné de succès.
En 1963, la ligue devint un niveau 3 à la suite de la création de la Bundesliga et l'instauration des Regionalligen au 2e niveau.

ancien logo du TSR Olympia Wilhelmshaven

En vue de la saison 1964-1965, Amateuroberliga Niedersachsen fut ramenée à une seule série mais resta une ligue de niveau 3.
Olympia Wilhelmshaven resta dans le peloton de tête de la série et en 1969 malgré une 4e place finale, il eut accès au tour final. Cela en raison, du fait que les deux équipes Réserves de Hanovre (Hannover SV 96 II et SV Arminia Hannover II), classées 2e et 3e ne pouvait pas prétendre à la montée au niveau 2. Le TSR Olympia réussit son tour final et accéda à la Regionalliga Nord.
Après avoir assuré son maintien de justesse lors de sa première saison, le club réalisa quelques jolies saisons. Cela lui valut d’être repris en ordre utile pour accéder à la 2. Bundesliga, Groupe Nord, lorsque cette ligue fut instaurée en 1974.
Le TSR Olympia Wilhelmshaven fut relégué après une seule saison en terminant 17e sur 20. Il lui manqua deux points par rapport au SpVgg Erkenschwick.
Le club resdescendit en Oberliga Nord et y joua cinq saisons avant d’être relégué en Verbandsliga Niedersachen (niveau 4).
Après une saison de transition, le TSR Olympia gagna le droit de remonter en Oberliga Nord à la fin du championnat 1981-1982. Le cercle presta six saisons au 3e étage de la pyramide du football allemand puis redescendit en Verbandsliga Niedersachen. Un an après cette relégation, le club glissa au niveau 5, en Landesliga Niedersachen West.
Ensuite, le TSR Olympia Wilhelmshaven regressa dans les ligues inférieures de sa région.

### Fusion annulée après 8 ans
En 1992, le TSR Olympia Wilhelmshaven et le SV Wilhelmshaven 92 fusionnèrent leurs sections  de football pour des raisons financières. L’équipe du TSR Olympia renonça à participer à la Kreisliga. En 1993, l’équipe de football formée prend le nom de SV Wilhelmshaven.
Le changement de nom n’est jamais officialisé. Le SV Wilhelmshaven 92 accéda à la Regionalliga Nord, lors de l’instauration de cette ligue au niveau 3 en 1994 et s’y maintint durant six saisons.
En 2000, après une longue procédure d’appel la DFB refusa et annula la fusion. Celle-ci aurait rétabli SV Wilhelmshaven 92 trop endetté. La fusion avait fourni une équipe de Regionalliga ! Après la saison 2000-2001, le SV Wilhelmshaven 92 ne reçut plus sa licence adéquate et du quitter la Regionalliga pour redescendre en Oberliga Bremen/Niedersachsen (niveau 4). Le club poursuivit ses activités et évolue en 2010-2011 en Regionalliga Nord (devenue une ligue de niveau 4).

### Nouvelle fusion
Entre-temps, le TSR Olympia Wilhelmshaven avait relancé sa section football. En vue de la saison 2009- 2010 le club associa cette section avec celle du WSSW Wilhelmshaven pour former le FC Olympia 09 Wilhelmshaven. Depuis il n'y a plus de section football dans le club.